# Čaja (přítok Obu)
Čaja (rusky Чая) je řeka v Tomské oblasti v Rusku. Je 194 km dlouhá. Povodí má rozlohu 27 200 km².

## Průběh toku
Vzniká soutokem Parbigu a Bakčaru. Ústí zleva do Obu na 2 403 říčním kilometru.

## Vodní režim
Zdroje vody jsou smíšené, přičemž převažují sněhové srážky. Nejvyšších vodních stavů dosahuje od poloviny dubna do začátku července. Průměrný roční průtok vody činí 70 m³/s. Maximální průtok činí 950 m³/s a minimální 20 m³/s. Zamrzá v listopadu a rozmrzá v dubnu.

## Využití
Řeka je splavná a je na ní možná vodní doprava.